# مركز جنيف للسياسة الأمنية
مركز جنيف للسياسة الأمنية (Geneva Centre for Security Policy) (GCSP) هو مؤسسة دولية تأسست عام 1995 بموجب القانون السويسري «لتعزيز بناء وصون السلام والأمن والاستقرار».
تأسس المركز على يد كل من: وزارة الدفاع الفيدرالية والحماية المدنية والرياضة بالتعاون مع وزارة الخارجية الفيدرالية كمساهمة سويسرية في منظمة الشراكة من أجل السلام (PfP).

## الموقع

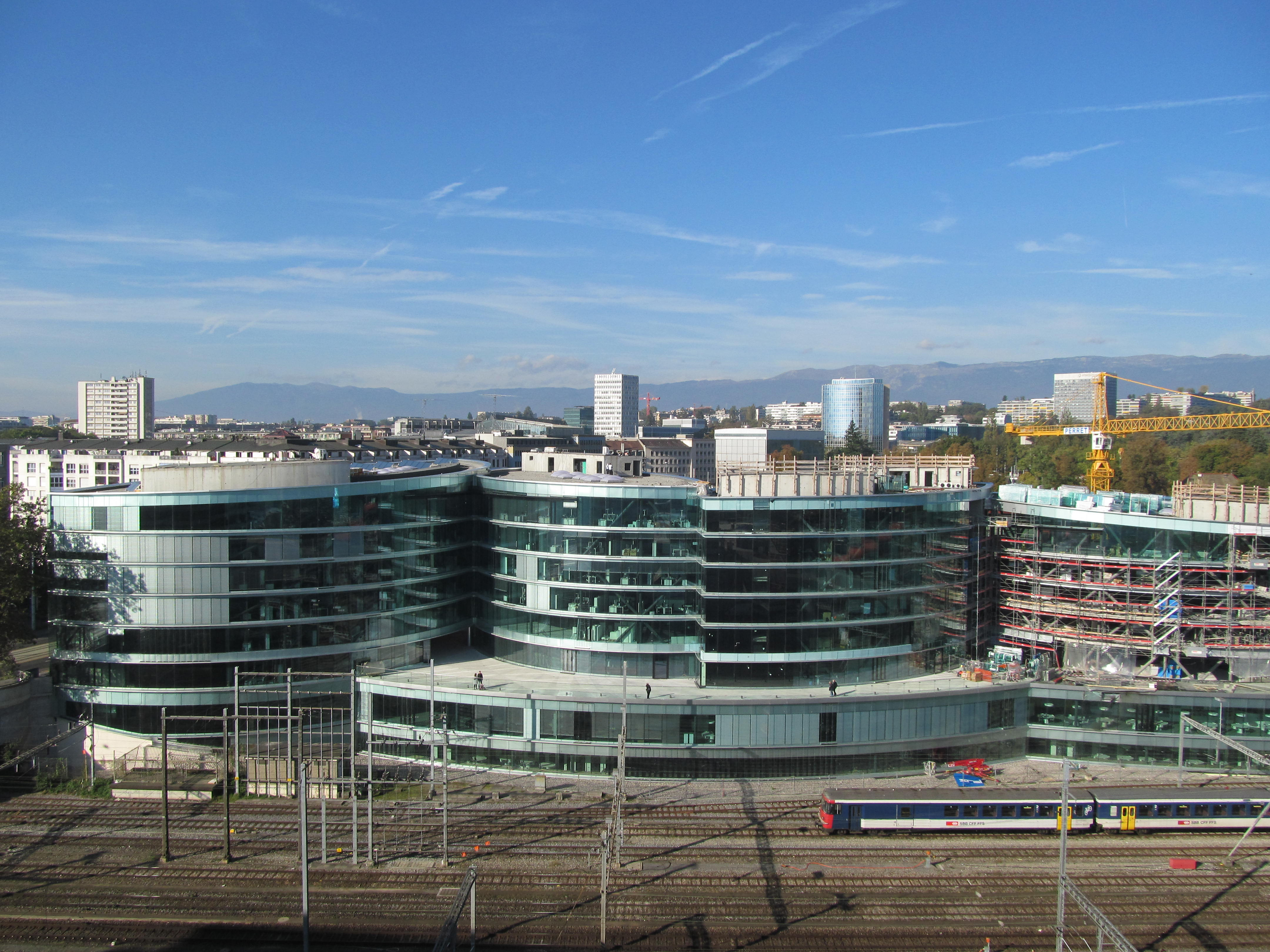
بيت السلام (ميزون دو لا بيس) 2013

يقع المقر الرئيسي في جنيف في سويسرا في مبنى maison de la paix (بيت السلام)، الذي يملكه معهد الدراسات العليا للدراسات الدولية والتنمية. ويضم ذلك المبنى العديد من المراكز والمؤسسات منها: مركز جنيف للسياسة الأمنية، مع معهد الدراسات العليا ومركز جنيف الدولي لإزالة الألغام للأغراض الإنسانية (GICHD) ومركز جنيف للرقابة الديمقراطية على القوات المسلحة (DCAF).
ويعتبر ذلك المبنى هو المبنى الرئيسي في المنطقة المعروفة باسم campus de la paix (حرم السلام).

## الأنشطة
يتمثل النشاط الأساسي للمركز في توفير التعليم والتدريب في مجال السلام الدولي الشامل والسياسة الأمنية للدبلوماسيين ذوي الخبرات المتوسطة والضباط العسكريين وموظفي الخدمة المدنية من وزارات الخارجية والدفاع والوزارات الأخرى ذات الصلة، وكذلك من المنظمات الدولية.
يأتي المشاركون في الدورات التي ينظمها المركز من دول مجلس الشراكة الأوروبية الأطلسية، ودول منتدى الحوار المتوسطي، ودول مبادرة اسطنبول للتعاون، ومن دول أخرى، بما في ذلك جنوب وشرق آسيا وأفريقيا.
بالإضافة إلى دوراته الثلاث طويلة الأجل (التي تمتد كل منها من ثلاثة إلى تسعة أشهر) المقدمة في جنيف، يقدم المركز أيضًا دورات مصممة خصيصًا في جنيف، ومدينة نيويورك، وداكار، وعمان، وباكو، وأديس أبابا، ويريفان، وسراييفو.
يركز عمل المركز على موضوعات رئيسية منها: التنمية الإقليمية، والتحديات الأمنية الطارئة، والقيادة، وإدارة الأزمات والصراعات.

## الهيكل التنظيمي والتمويل

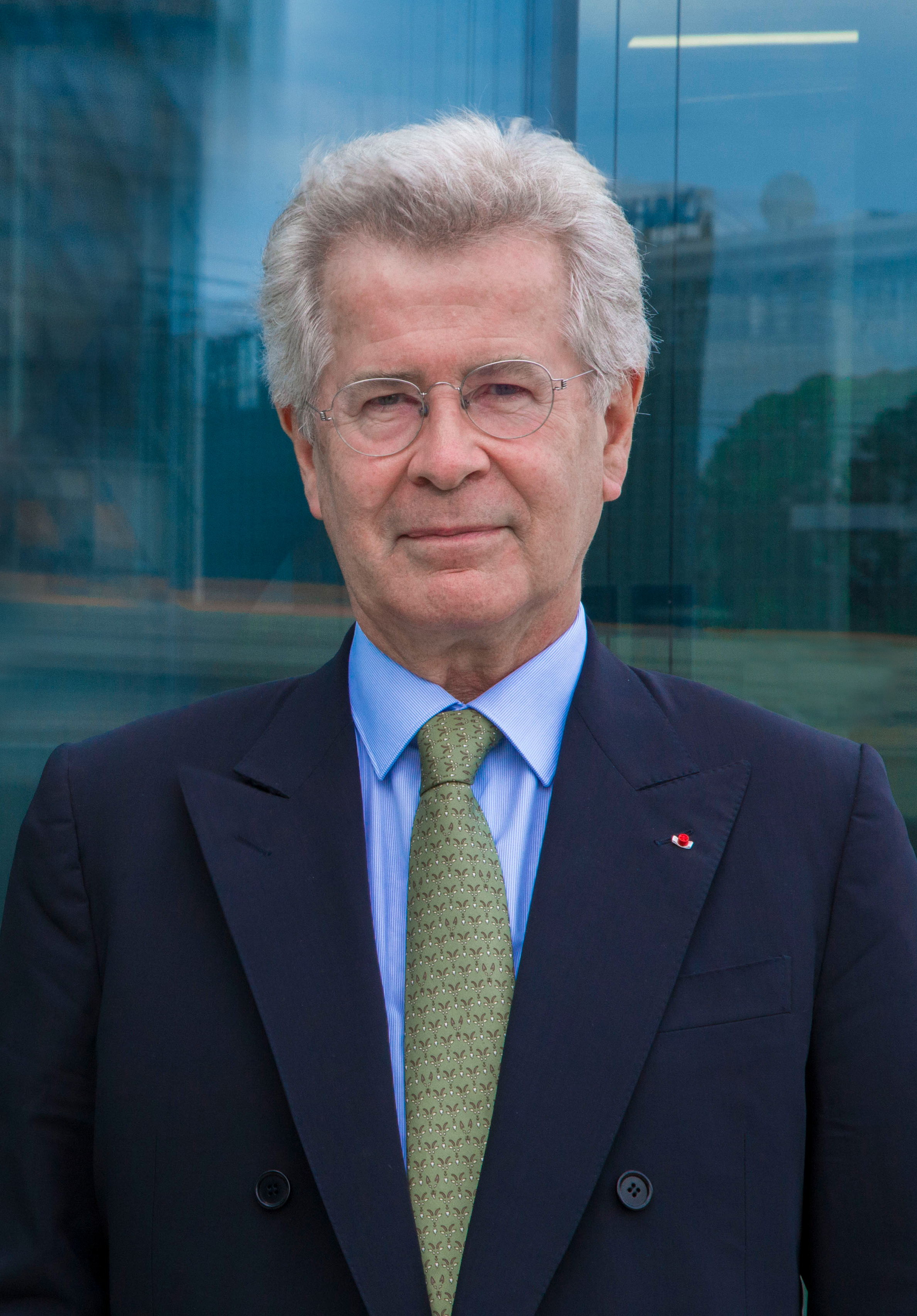
السفير جان دافيد ليفيت 2019

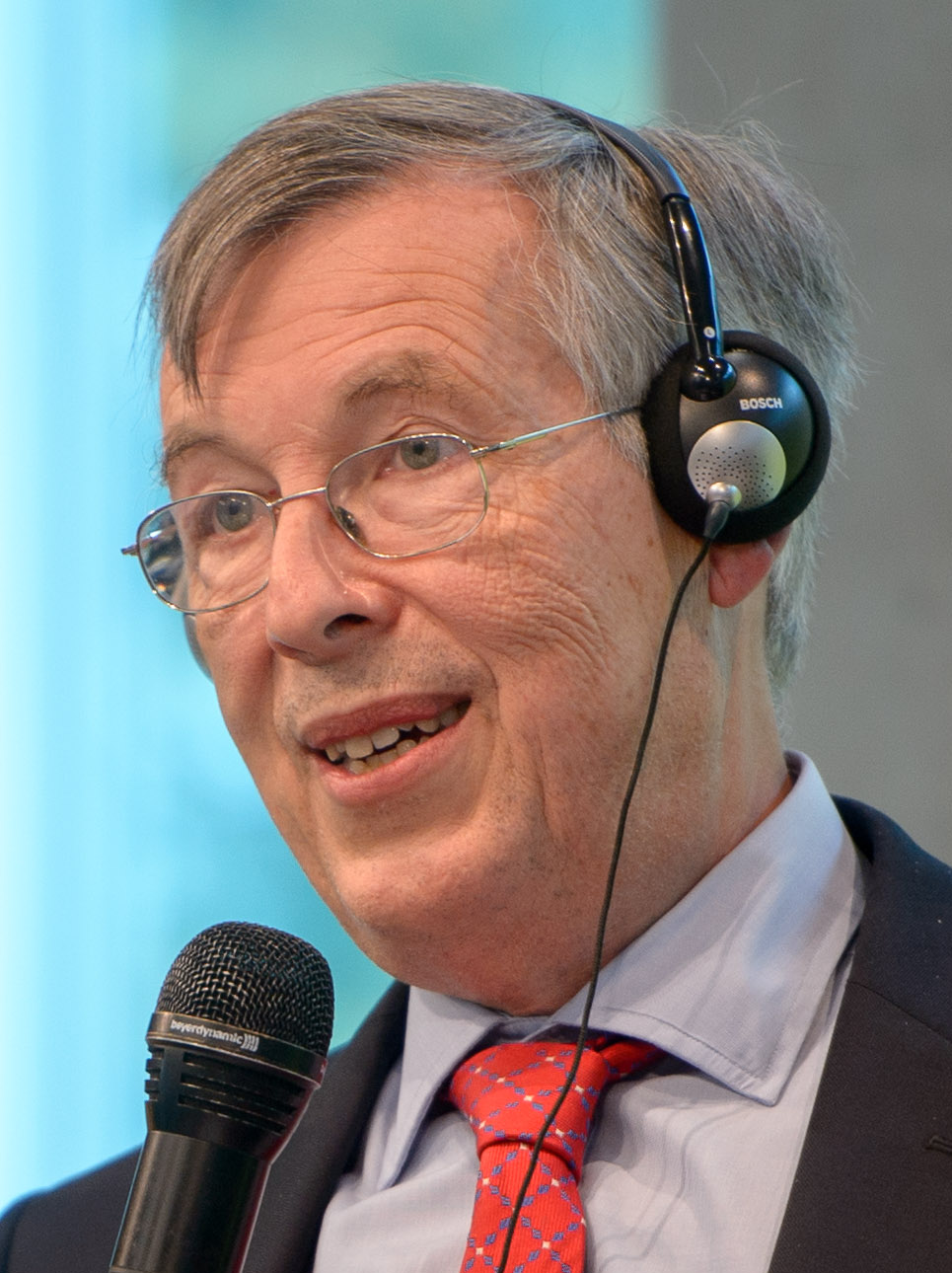
فرانسوا هايسبورغ 2015

الهيئة الرئيسية في المركز هي مجلس المؤسسة، الذي يتألف من ممثلين عن 52 دولة عضو بجانب كانتون جنيف.
في 2 سبتمبر 2019، تم تعيين السفير جان دافيد ليفيت رئيسًا لمجلس المؤسسة. ويشغل منصب مدير المركز السفير توماس غريمينغر منذ مايو 2021. ومن بين الرؤساء السابقين للمجلس فرانسوا هايزبورغ.
أما بالنسبة للتمويل الرئيسي للمركز، فيأتي من الحكومة السويسرية. حيث تعتبر الحكومة السويسرية هي المساهم الرئيسي في ميزانية المركز. كما يدعم أعضاء المجلس والدول الشريكة والمؤسسات الأخرى برنامج المركز من خلال إعارة أعضاء هيئة التدريس وتمويل المنح الدراسية والمساهمة في جوانب أخرى من أنشطة المركز.

## روابط خارجية
- موقع مركز جنيف للسياسة الأمنية
- موقع وزارة الخارجية الاتحادية
- الموقع الإلكتروني لوزارة الدفاع الاتحادية والحماية المدنية والرياضة
- معهد ستوكهولم الدولي لبحوث السلام
- برنامج بيانات الصراع أوبسالا